# Ángeles Alvariño
María de los Ángeles Alvariño González (* 3. Oktober 1916 in Ferrol, Spanien; † 29. Mai 2005 in La Jolla, Kalifornien, USA) war eine spanische Meeresforscherin, Zoologin und Hochschullehrerin. Sie war 1953 die erste Wissenschaftlerin auf einem britischen Forschungsschiff und entdeckte 22 Arten von Meeresorganismen.

## Leben und Werk
Alvarino war die Tochter des Arztes Antonio Alvariño Grimaldos und der Pianistin Maria del Carmen Gonzales Diaz-Saavedra de Alvariño. Sie besuchte bis 1931 das Lycee Concepcion Arenel in El Ferrol und studierte dann Naturwissenschaften und Literatur an der Universität Santiago de Compostela im Nordwesten Spaniens, wo sie 1933 mit summa cum laude abschloss. Sie setzte 1934 ihre naturwissenschaftliche Ausbildung an der Universität Madrid fort, allerdings wurde dieses Studium 1936 durch den Spanischen Bürgerkrieg unterbrochen. Alvariño nahm die Kurse an der Universität nach deren Wiedereröffnung im Jahr 1939 wieder auf und erhielt 1941 ihren Magister-Abschluss in Naturwissenschaften. Während sie an ihrem Abschluss arbeitete und während der Jahre der Zwangspause studierte sie Französisch und Englisch. Sie heiratete 1940 den Marinekapitän und Ritter des königlichen und militärischen Ordens des heiligen Hermenegild, Eugenio Leira Manso, mit dem sie 1942 eine Tochter bekam. Von 1941 bis 1948 unterrichtete sie Biologie, Zoologie, Botanik und Geologie an Schulen in Ferrol.

## Forschung in Spanien und England
Alvarino kehrte mit ihrer Familie 1948 nach Madrid zurück, wo sie von 1950 bis 1957 als Meeresbiologin und Ozeanographin am Instituto Español de Oceanografía (IEO) tätig war. Das IEO nahm Frauen offiziell nicht auf, aber die Qualität ihrer Forschungsarbeit führte 1950 zu ihrer Aufnahme. Zwei Jahre später erhielt sie durch eine Auswahlprüfung eine Stelle als Meeresbiologin am IEO in Vigo. Während dieser Zeit promovierte sie 1951 in experimenteller Psychologie, analytischer Chemie und Pflanzenökologie an der Universität Madrid und war außerdem Mitarbeiterin am Obersten Rat für wissenschaftliche Forschung und arbeitete dort schließlich von 1948 bis 1952 als Histologin. Ihre ersten Veröffentlichungen erschienen im IEO Bulletin und befassten sich mit sehr unterschiedlichen Themen und geografischen Gebieten: Meeresbewuchs an Schiffsrümpfen, Zooplankton aus Neufundland, dem westlichen Mittelmeer und dem Atlantik und Fischerei.
1953 und 1954 erhielt sie vom British Council ein Stipendium für Zooplanktonforschung am Marine Biological Laboratory in Plymouth in England unter der Leitung von den Meeresbiologen Frederick Stratten Russell und Peter C. Corbim. Sie war die erste Frau als Wissenschaftlerin an Bord eines britischen Forschungsschiffes und nahm an mehreren Expeditionen und wissenschaftlichen Kreuzfahrten im Atlantik und Pazifik an Bord ozeanografischer Schiffe aus England, den Vereinigten Staaten, Spanien und Mexiko teil.
In Plymouth arbeitete sie mit einer angesehenen englischen Meeresbiologin und Expertin für Zooplankton zusammen und begann ihre jahrelange Untersuchung von Zooplankton, Quallen, Korallen und Seeanemonen. Bis in die 1950er Jahre hatten nur wenige Wissenschaftler diese Tiere untersucht und Alvariño konzentrierte sich hauptsächlich auf die drei allgemeinen Gruppen von Zooplankton: Chaetognatha, Siphonophora und die Medusen. Chaetognaths, auch als Pfeilwürmer bekannt, ernähren sich von anderem Zooplankton. Sie haben individuelle Reaktionen auf das Meerwasser, in dem sie leben, was sie für die Identifizierung des Wassertyps wertvoll macht. Darüber hinaus untersuchte Alvariño Fischlarven und die unreifen Stadien einiger Fische. Sie untersuchte Zooplankton, das im Ärmelkanal und im Golf von Biskaya entlang der Küste Frankreichs und Spaniens gefunden wurde. Dabei entdeckte sie einige Lebensformen, die typischerweise in anderen Gebieten zu finden sind, was Wissenschaftler zu dem Schluss veranlasste, dass sich das Atlantikwasser auf ungewöhnliche Weise nach Norden bewegt hatte.
1954 kehrte Alvariño nach Spanien zurück, um ihre Studien über Plankton fortzusetzen. Dort entwarf und fertigte sie spezielle Netze, um Plankton zu fangen. Sie rekrutierte dann lokale Fischer sowie Marineforschungsschiffe, um mit den Netzen Proben für sie zu sammeln. Alvariño verwendete diese vielfältigen Proben, um Lebensformen zu untersuchen, die im Atlantik in der Nähe von Spanien sowie im Mittelmeer und in der Nähe von Neufundland gefunden wurden.

## Forschung in Kalifornien
In der Zeit von 1956 bis 1957 erhielt sie von der Fulbright-Kommission ein Stipendium, um an der Woods Hole Oceanographic Institution in Massachusetts wissenschaftliche Forschungen über Zooplankton durchzuführen. Von 1958 bis 1969 wurde sie auf Empfehlung der Ozeanografin Mary Sears von der Scripps Institution of Oceanography in La Jolla beauftragt, Forschungen über Plankton und Ozeandynamik durchzuführen.
In den folgenden Jahren erhielt sie weitere Stipendien von Institutionen wie dem Marine Life Research, dem United States Naval Research Bureau und der National Science Foundation. 1967 promovierte sie an der Universität Madrid in Naturwissenschaften mit der Arbeit: Los Quetognatos del Atlántico. Distribución y Notas Esenciales de Sistemática.
Im Januar 1970 wurde sie Forschungsbiologin am Southwest Fisheries Science Center (NOAA), wo sie Studien über Gelbflossenfische und andere Fische sowie über Plankton und ihre Beziehung zum Ozean durch Dynamik, Fischerei und die Wirkung von Planktonräubern auf das Überleben von Fischlarven durchführte. Hier war sie eine spanische Pionierin bei der Verteidigung der Arbeitsrechte von Frauen und zeigte 1977 gegenüber der Regierung der Vereinigten Staaten in einem Brief an Präsident Jimmy Carter an, dass sie aufgrund des Geschlechts diskriminiert worden sei.
Nach ihrer Pensionierung 1987 forschte sie als emeritierte Wissenschaftlerin bis 1993 weiter. Sie veröffentlichte die Ergebnisse ihrer Forschung und arbeitete mit organisierten Expeditionen auf der ganzen Welt zusammen. Sie war als Gastprofessorin 1979 an der Nationalen Autonomen Universität von Mexiko und 1984 an der Universität in San Diego sowie am Mexikanischen Polytechnischen Institut tätig.
Sie starb 2005 im Alter von 88 Jahren in Kalifornien.
Alvariño verfasste mehr als hundert wissenschaftliche Veröffentlichungen, darunter Bücher und Zeitschriftenartikel. Sie entdeckte 22 neue Arten von Meeresorganismen, Planktonindikatoren für Meeresströmungen und Fischerei und gilt als weltweite Autorität für bestimmte Arten von Zooplankton. Sie hinterließ ihr wissenschaftliches Erbe dem Stadtarchiv von La Corunña.

## Ehrungen (Auswahl)
- 1993: Silbermedaille der Junta de Galicia[7]
- 2005 widmete ihr die Universität von La Coruña die Wissenschaftswoche.
- 2005 würdigte der Stadtrat von Ferrol sie posthum auf dem Esteiro Campus, wo eine Gedenktafel zu Ehren einer der herausragendsten Frauen in der Welt der Wissenschaft enthüllt wurde
- 2012 wurde ein nach ihr benanntes Forschungsschiff des Instituto Español de Oceanografía, die  Ángeles Alvariño, in Dienst gestellt[8]
- 2015 feierte die Royal Galician Academy of Sciences (RAGC) am 1. Juni den Tag der Wissenschaften in Galicien erstmalig mit der Ehrung einer Forscherin: der Ozeanographin Ángeles Alvariño[9]
- 2018: Aufnahme in das Periodensystem der Wissenschaftler[10]
- Aufgeführt in der Encyclopedia of World Scientists
- In Anerkennung ihrer Forschung tragen zwei Planktonarten ihren Nachnamen: Aidanosagitta alvarinoae, Lizzia alvarinoae
- Google widmete ihr zu Ehren ihres 105. Geburtstags das Google Doodle vom 3. Oktober 2021[11]

## Veröffentlichungen (Auswahl)
- mit Olegario Rodríguez Martín: Anguilas y angulas: biología, pesca y consumo. Subsecretaría de la Marina Mercante, 1951.
- Los Quetognatos del Atlántico: distribución y notas esenciales de sistemática. Volumen 37. Ed. Instituto Español de Oceanografía, 1969.
- España y la primera expedición científica oceánica, 1789–1794: Malaspina y Bustamante con las corbetas Descubierta y Atrevida. Ed. Junta de Galicia, 2002.